# Windows 11
Windows 11 este cea mai recentă versiune a sistemului de operare Windows NT, anunțat pe 24 iunie 2021, și dezvoltat de către Microsoft. Acesta a fost lansat pe 5 octombrie 2021, și este succesorul lui Windows 10, lansat cu șase ani mai devreme. Windows 11 este disponibil ca upgrade gratuit pentru dispozitivele compatibile cu Windows 10 prin Windows Update.

## Dezvoltare
La conferința Ignite din 2015, angajatul Microsoft, Jerry Nixon, a declarat că Windows 10 va fi „ultima versiune de Windows”, declarație pe care Microsoft a confirmat-o. Sistemul de operare a fost considerat a fi un serviciu, ce va primi noi versiuni și actualizări care vor fi lansate în timp. Cu toate acestea, speculațiile privind o nouă versiune sau o reproiectare a Windows-ului au apărut în ianuarie 2021, după ce o listă de locuri de muncă referitoare la o „întinerire vizuală completă a Windows” a fost postată de Microsoft. O reîmprospătare vizuală pentru Windows, dezvoltată sub numele de cod „Sun Valley”, a fost planificată pentru a moderniza interfața utilizatorului.

### Anunț
La conferința pentru dezvoltatori Microsoft Build 2021, CEO-ul și președintele Satya Nadella a menționat următoarea versiune de Windows în timpul discursului principal.  
La doar o săptămână după prezentarea principală a lui Nadella, Microsoft a început să trimită invitații pentru un eveniment dedicat Windows Media ce urma să aibă loc pe 24 iunie 2021. Microsoft a postat, de asemenea, un film de 11 minute cu sunete de pornire din Windows pe YouTube la data de 10 iunie, iar mulți oameni speculează că durata clipului video ar fi o referință la numele sistemului de operare, respectiv Windows 11.
Pe 24 iunie 2021, Windows 11 a fost anunțat oficial la un eveniment virtual găzduit de directorul de produse Panos Panay. Potrivit lui Nadella, Windows 11 este „o reimaginare a sistemului de operare”.  Mai multe detalii pentru dezvoltatori, cum ar fi actualizările la Microsoft Store, noul SDK pentru aplicații Windows (numit „Project Reunion”), și multe altele au fost discutate în timpul unui alt eveniment axat pe dezvoltatori în aceeași zi.

### Lansare
La evenimentul media din 24 iunie, Microsoft a anunțat că Windows 11 va fi lansat în timpul perioadei de sărbători 2021, pe data de 5 octombrie.  Lansarea a fost însoțită de un upgrade gratuit pentru dispozitivele Windows 10 compatibile. Prima versiune de Windows 11 este versiunea 21996.1, care a fost dezvăluită pe 15 iunie 2021.

## Caracteristici
Windows 11 este prima versiune majoră de Windows din 2015, ce se bazează pe predecesorul său, renovând interfața utilizatorului pentru a urma liniile de referință ale Microsoft Fluent Design. Reproiectarea, care se concentrează pe ușurința în utilizare și flexibilitate, vine alături de noi caracteristici de productivitate și sociale, actualizări ale securității și accesibilității, abordând unele deficiențe ale Windows 10.
Platforma de colaborare Microsoft Teams este integrată în Windows 11 și este accesibilă prin bara de activități. Skype nu va mai fi inclus în mod implicit cu sistemul de operare. 
Microsoft a menționat îmbunătățiri de performanță, cum ar fi dimensiuni mai mici ale actualizărilor software, navigare web mai rapidă în „orice browser”, timpi de pornire mai rapizi din modul de repaus și autentificare Windows Hello mai rapidă.

### Interfața
O interfață reproiectată este prezentă în întregul sistem de operare; transluciditatea, umbrele, o nouă paletă de culori și geometria rotunjită sunt predominante în întreaga interfață. Butoanele din bara de activități sunt aliniate în centru în mod implicit, iar noul buton „Widgets” afișează un flux de știri alimentat de Microsoft News.
Meniul Start a fost reproiectat în mod semnificativ, aducând o grilă de aplicații „fixe” și o listă de aplicații și documente recente.
Task View, o caracteristică introdusă în Windows 10, are un design reîmprospătat și acceptă imagini de fundal diferite pentru fiecare desktop virtual. Funcționalitatea de fixare a ferestrei a fost îmbunătățită cu „snap layouts”, ce permit utilizatorului să selecteze un aspect predeterminat pe care doresc să îl folosească pentru adăugarea mai multor ferestre pe un afișaj.
Windows 11 are un nou font, Segoe UI Variable, ce este conceput pentru a se scala mai bine cu monitoare cu DPI mai mare. Alte modificări ale sistemului includ pictograme noi de sistem, animații, sunete și widget-uri. O mare parte din interfață și din meniul de pornire se inspiră din Windows 10X, ce a fost anulat.

### Securitate
Ca parte a cerințelor minime de sistem, Windows 11 rulează numai pe dispozitive ce conțin un coprocesor de securitate Trusted Platform Module 2.0. Potrivit Microsoft, coprocesorul TPM 2.0 este critic pentru protecția împotriva atacurilor de firmware și hardware.
La fel ca predecesorul său, Windows 11 acceptă autentificarea multi-factor și autentificarea biometrică prin Windows Hello.

### Cerințe hardware pentru Windows 11
| Componenta                                 | Minim |
| ------------------------------------------ | --- |
| Procesor                                   | Un procesor compatibil pe 64 de biți ( x86-64 sau ARM64) cu cel puțin 1 GHz și cel puțin 2 nuclee                                |
| Memorie (RAM)                              | Cel puțin 4 GB |
| Spatiu de stocare                          | Cel puțin 64 GB |
| Firmware                                   | UEFI |
| Securitate                                 | Secure Boot, activat implicit |
| Securitate                                 | Trusted Platform Module (TPM) versiunea 2.0                                                                                      |
| Placă grafică                              | Compatibilă cu DirectX 12 sau o versiune mai nouă, cu driverul WDDM 2.0                                                          |
| Afișare                                    | Afișaj de 720p mai mare de 9” diagonală                                                                                          |
| Conexiune la internet și conturi Microsoft | Conexiunea la internet și contul Microsoft sunt necesare pentru a finaliza configurarea pentru prima dată pentru Windows 11 Home |

### Cerințe suplimentare pentru funcționalitate opțională
| Caracteristică                            | Cerințe |
| ----------------------------------------- | --- |
| Suport 5G                                 | Modem capabil 5G |
| Auto HDR                                  | Monitor capabil HDR                                                                                                 |
| Autentificare biometrică și Windows Hello | Cameră cu infraroșu iluminată sau cititor de amprente                                                               |
| BitLocker to Go                           | Unitate flash USB (disponibilă în Windows 11 Pro și edițiile superioare)                                            |
| Hyper-V                                   | SLAT |
| DirectStorage                             | SSd NVMe cu cel puțin 1 terabyte de stocare și placa grafica compatibila cu DirectX 12 Ultimate cu Shader Model 6.0 |
| DirectX 12 Ultimate                       | Disponibil cu jocuri și plăci grafice acceptate                                                                     |
| Sunet spațial                             | Pentru hardware și software ce suporta aceasta caracteristica                                                       |
| Autentificare                             | Utilizarea codului PIN, autentificare biometrică sau a unui telefon cu funcții Wi-Fi sau Bluetooth                  |
| Detectare voce                            | Microfon |
| Suport Wi-Fi 6E                           | Hardware și drivere WLAN IHV, router compatibil Wi-Fi 6E                                                            |
| Proiecție                                 | Adaptor Wi-Fi care acceptă Wi-Fi Direct, WDDM 2.0                                                                   |